# Comitè Rossellonès d'Estudis i d'Animació
El Comitè Rossellonès d'Estudis i d'Animació (CREA) fou un grup polític nord-català creat el 1970 per militants del Front de la Joventut Catalana (FJC), influïts pel Comitè Occità d'Estudis i d'Animació de Robèrt Lafont. Els seus òrgans eren Resistència Nova i des del 1970 La Falç. Entre els militants estaven Llorenç Planes i Maria Àngels Falqués. Fou un dels primers grups a participar en la popularització del terme Catalunya Nord en els medis polítics nordcatalans en substitució del de Rosselló.
El 1970 engegà la campanya "No a la colonització – Resistència" i després una campanya de sensibilització a la Catalunya del Nord contra el Procés de Burgos. El 1972 es mobilitzà en contra de l'ocupació militar del Pla de Barres (Alta Cerdanya) i en la defensa del Canigó. L'octubre de 1972, després de participar en la creació de Socors Català, per tal de defensar als refugiats independentistes catalans del sud, deixà pas a l'Esquerra Catalana dels Treballadors, que en captà gairebé tots els militants.